# Dragana Tomašević-Karahasan
Dragana Tomašević-Karahasan (ur. 1958 w Zenicy) – bośniacko-hercegowińska pisarka, krytyczka literacka i publicystka.

## Życiorys
Studiowała filozofię na Wydziale Filozofii Uniwersytetu w Sarajewie. Zajmuje się m.in. krytyką literacką. Publikowała swoje teksty m.in. w czasopismach bałkańskich: „Danas”, „Dijalog”, „Oslobođenje”, „Republika”, a także w czasopismach niemieckojęzycznych: „Frankfurter Rundschau”, „Literatur und Kritik”, „Der Standard”, „Die Zeit” i innych. Mieszka w Grazu i Sarajewie z mężem Dževadem Karahasanem. 

## Twórczość
- Briefe nach Sarajevo (1995)[3]
- Das Leben ist stärker (1996)[4]
- Lutka od riže (1999, zbiór opowiadań[2])[5]
- Sarajevo gdje je nekad bilo – Književna biografija grada 1462-1992 (2005)[6]
- Sve bih zemlje za Saraj'vo dala (2010; redaktorka)[7]
- Bajram ide... (2014)[8]
- Ženskom rukom bosanskom: priče o slikama i slikarkama (2019, biografie artystów)[9]
- Priče o bosanskim ženama: ženska čitanka (2022)[10]